# Élise Moreau
Pour les personnes ayant le même patronyme, voir Moreau.
Élise Moreau (née Marguerite Lise Derus à Rochefort le 14 juillet 1813 et décédée après août 1876, est une poètesse et femme de lettres française.

## Biographie
À la mort d'Élisa Guizot, en janvier 1833, Élise Moreau écrit une Élégie. François Guizot, alors ministre de l'Instruction publique, l'encourage ; ainsi que Nodier, Chateaubriand, Lamartine.
En 1853 elle épouse le poète Paulin Gagne ; ils fondent en 1854 un journal littéraire Le Théâtre du monde, qui paraîtra de 1854 à 1857 ; elle y collabore dans chaque numéro. Elle aura diverses récompenses et encouragements de l'Académie française dont le prix Maillé-Latour-Landry en 1842. Son mari et elle-même finiront leurs jours dans la misère.

## Œuvres
- Une destinée, scène de la vie intime, suivi de Mon étoile, paroles de Mlle Élise Moreau, musique par Alphonse Vogel (Maison, 1838) Lire en ligne
- Souvenirs d'un petit enfant, contes à la jeunesse (1840)
- Rêves d'une jeune fille (chez l'auteur, 1844)
- L'Âge d'or : Poésie de l'enfance (Vve L. Janet, 1850 ; Gedalge, 1863)[8],[9]
- La Fille du maçon suivi de Simple histoire d'une famille (Mame, 1851) Lire en ligne
- L'anémone du Colisée, imitation en vers d'un fragment de "Rome" (Bonaventure et Ducessois, 1865) Lire en ligne sur Gallica
- Vocation ou Le jeune missionnaire (Didier, 1856)
- Prologue et épilogue de L'Unitéide, ou la Femme-Messie (poème de Paulin Gagne)  Montélimar, 1857
- Omégar ou Le dernier homme (Didier, 1859) Lire en ligne sur Gallica
- Madame de Bawr, étude biographique sur sa vie et ses ouvrages (Didier, 1861)
- L'amie des enfants de Madame Élisa Guizot ; Moralités poétiques de Élise Moreau ; (Didier 1864) Les Moralités en vers précèdent chaque histoire rédigée par Madame Guizot.  Lire en ligne
  - Vois-tu ce vert sentier
  - Bonne fille et bonne mère
  - à Monsieur de Lamartine, sur la mort de sa fille Regrets

## Hommage
Amable Tastu À Élise Moreau